# Regione Metropolitana di Goiânia
Regione Metropolitana di Goiânia è l'Area metropolitana di Goiânia nello Stato del Goiás in Brasile.

## Comuni
- Abadia de Goiás
- Aparecida de Goiânia
- Aragoiânia
- Bela Vista de Goiás
- Bonfinópolis
- Caldazinha
- Caturaí
- Goianápolis
- Goiânia
- Goianira
- Bonfinópolis
- Brazabrantes
- Guapó
- Hidrolândia
- Inhumas
- Nerópolis
- Nova Veneza
- Santo Antônio de Goiás
- Senador Canedo
- Terezópolis de Goiás
- Trindade

| Controllo di autorità | VIAF (EN) 9580150325558810090002 |